# Klapa s mora

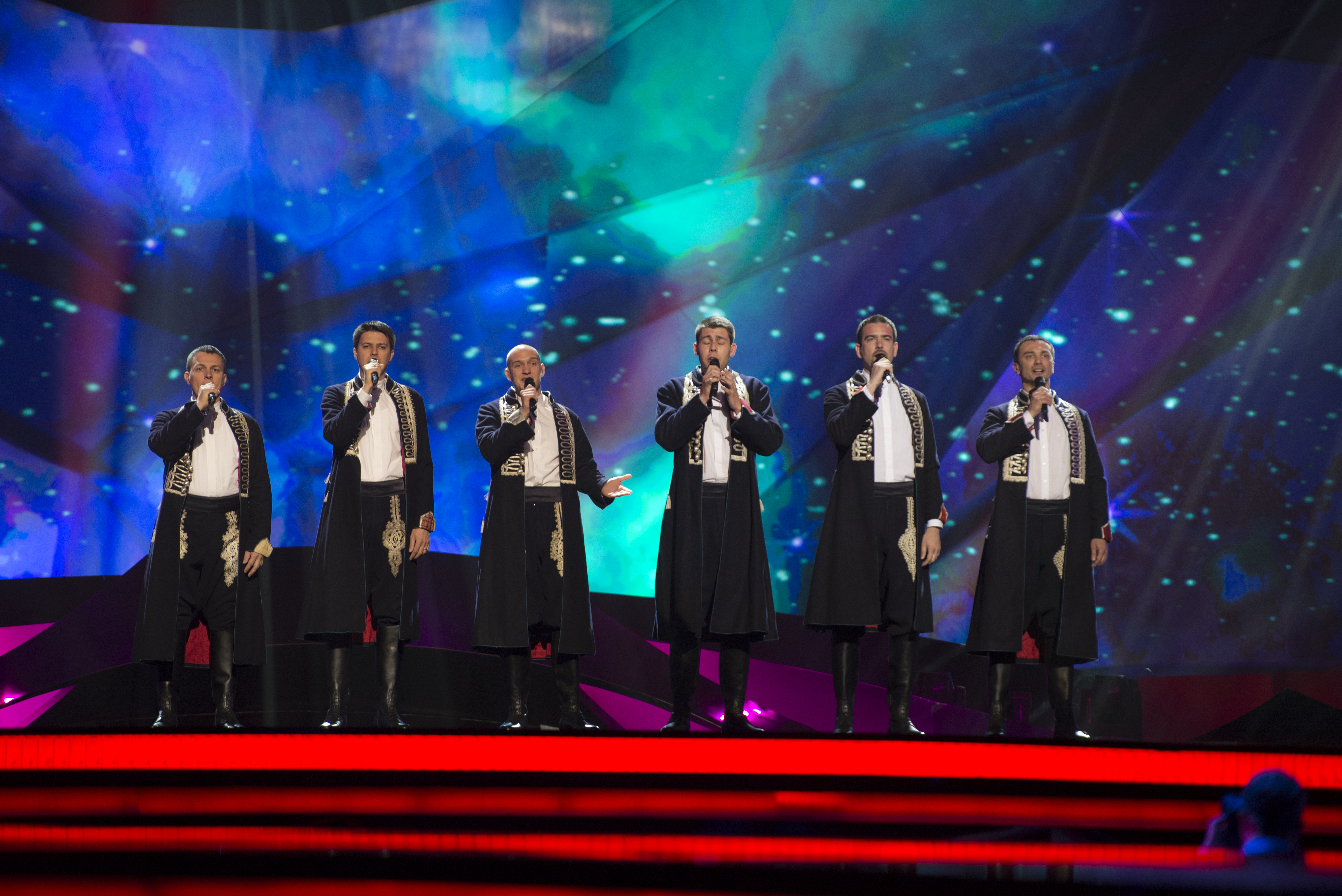
Klapa s mora (2013)

Klapa s mora ist eine kroatische Klapa, die speziell für den Eurovision Song Contest gegründet wurde. Die Sänger entstammen fünf verschiedenen Klapas.

## Hintergrund
Am 11. Februar 2013 wurde bekanntgegeben, dass diese Formation Kroatien mit dem Titel Mižerja beim Eurovision Song Contest 2013 in Malmö vertreten werde. Zunächst wurde angegeben, dass die Gruppe sich Super Klapa nennen werde. Während der Songpräsentation von Mižerja wurde mitgeteilt, dass sie nun mit dem Namen Klapa s mora (Klapa vom Meer) in Malmö auftreten werde. Der Gruppe misslang jedoch der Einzug ins Finale des Wettbewerbs. 
Mitglieder
- 1. Tenor – Marko Škugor (Klapa Kampanel)
- 2. Tenor – Ante Galić (Klapa Sinj)
- 1. Bariton – Nikša Antica (Klapa Kampanel)
- 2. Bariton – Leon Bataljaku (Klapa Crikvenica)
- Bass – Ivica Vlaić (Klapa Sebenico)
- Bass – Bojan Kavedžija (Klapa Grdelin)